# Schuhistes
Schuhistes is een geslacht van wantsen uit de familie van de Miridae (Blindwantsen). Het geslacht werd voor het eerst wetenschappelijk beschreven door Menard in 2010.

## Soorten
Het genus bevat de volgende soorten:

- Schuhistes lekkersingia Menard, 2010
- Schuhistes lyciae Menard, 2010